# Harbin Y-12
El  Harbin Y-12 (en chino, 运-12; pinyin, Yun-12) es un avión utilitario de ala alta con capacidad STOL. Esta aeronave la fábrica la compañía china Harbin Aircraft Manufacturing Corporation desde los años 1980, siendo un desarrollo del anterior modelo Harbin Y-11.

## Variantes

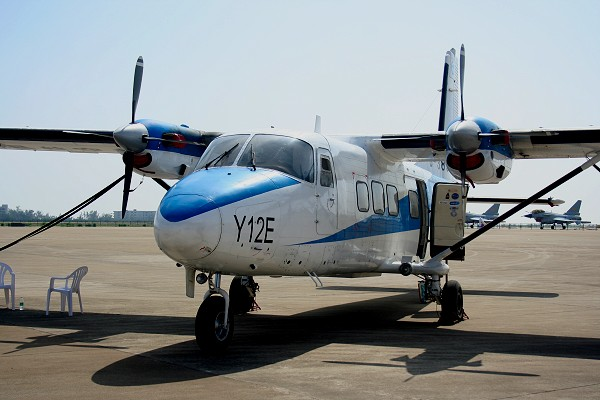
Harbin Y-12 E en el Airshow China de 2008.

- Y-12 (I) : Versión de desarrollo, equipada con dos motores Pratt & Whitney Canada PT6A-11 (373 kW)
- Y-12 (II) : Versión de producción inicial, equipada con dos motores PT6A-27 de mayor potencia. Capacidad para 17 pasajeros.
- Y-12 (III) : Proyecto para equipar a la aeronave con motores WJ-9. Se abandonó a favor de la versión Y-12C.
- Y-12 (IV) : Versión mejorada, equipada con dispositivos de punta alar y con mayor peso máximo al despegue. Su capacidad también se incrementó hasta los 19 pasajeros.
- Y-12C : Versión del modelo (IV) equipado con el motor WJ-9.
- Y-12E : Versión con motores PT6A-135A de hélices de cuatro palas.[1]
- Y-12F : Variante en desarrollo, que está previsto que disponga de un fuselaje más amplio, tren de aterrizaje retráctil y motores de mayor potencia.[2]

## Usuarios

### Usuarios militares
Camboya
- Real Fuerza Aérea de Camboya

 China

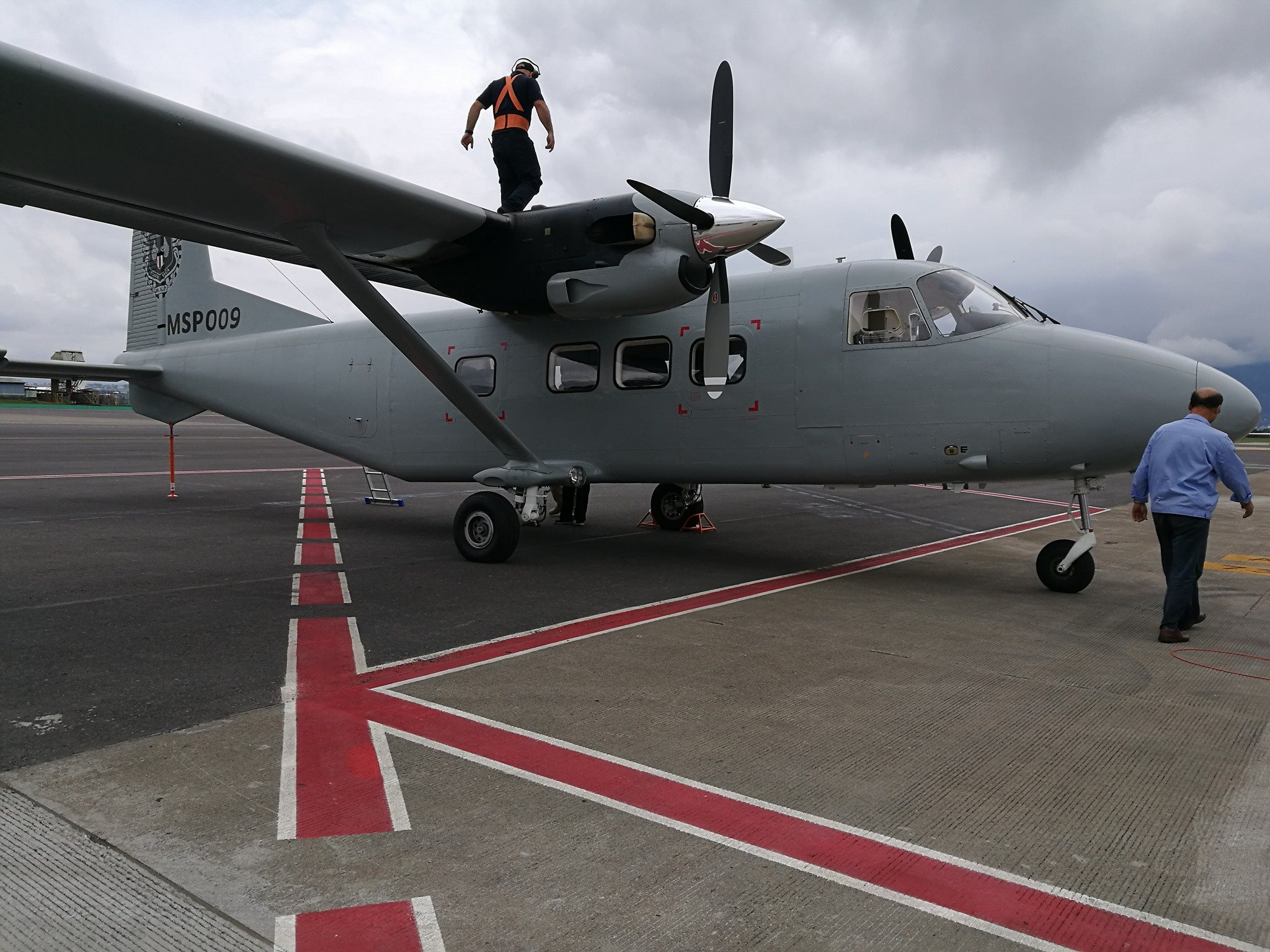
Uno de los dos aviones Harvin Y-12 del Servicio de Vigilancia Aérea de Costa Rica

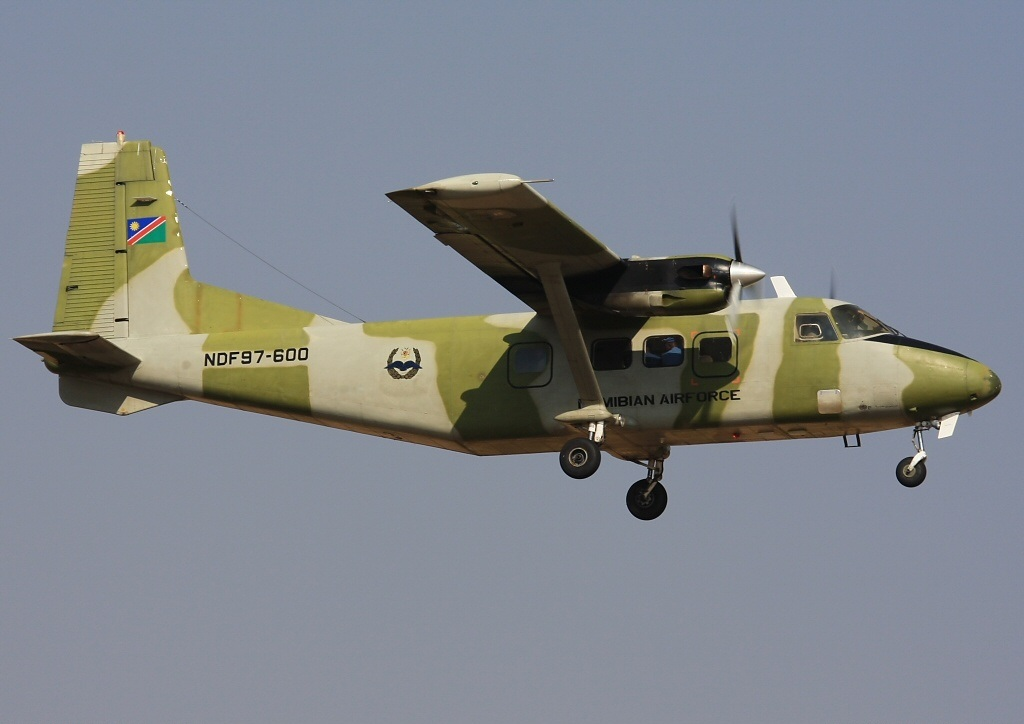
Harbin Y-12 II de la Fuerza Aérea de Namibia.

- Fuerza Aérea del Ejército Popular de Liberación

 Eritrea
- Fuerza Aérea de Eritrea

 Irán
- Guardia Revolucionaria

 Kenia
- Fuerza Aérea Keniata

 Namibia
- Fuerza Aérea de Namibia

 Pakistán
- Fuerza Aérea Pakistaní
- Ejército Pakistaní

 Paraguay
- Fuerza Aérea Paraguaya

 Perú
- Fuerza Aérea del Perú

 Sri Lanka
- Fuerza Aérea de Sri Lanka

 Uganda
- Fuerza Aérea de Uganda

### Usuarios civiles
Costa Rica

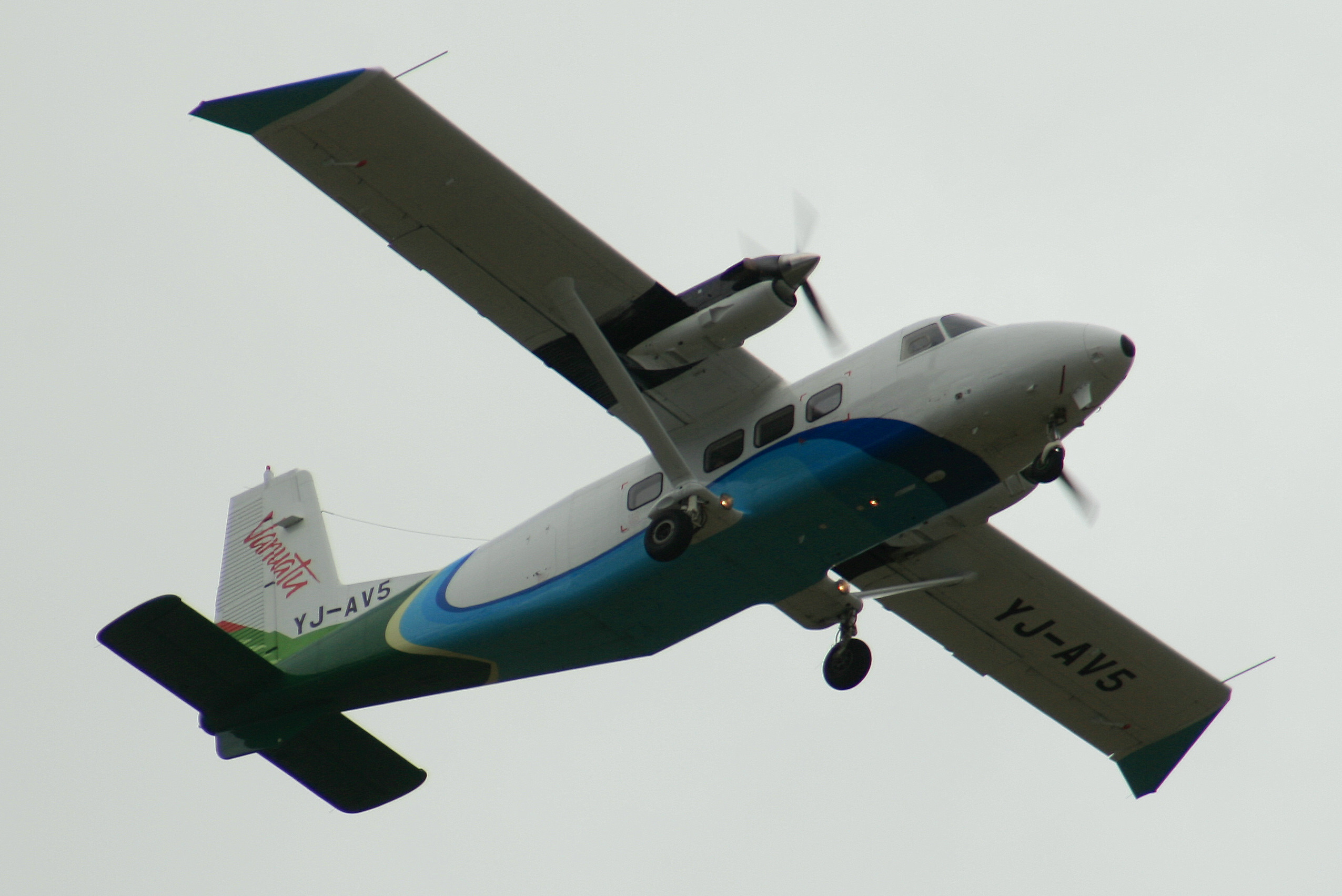
Harbin Y-12 IV de Air Vanuatu, despegando del Aeropuerto Internacional Bauerfield.

- Servicio de Vigilancia Aérea de Costa Rica (2 unidades donadas por China)

 Bangladés
- Aero Bengal

 China
- China Flying Dragon Aviation
- China Heilongjiang Longken General Aviation
- Donghua General Aviation
- Jiangnan General Aviation
- Shuangyang General Aviation
- Xinjiang General Aviation
- YingAn Airlines
- Zhong Fei General Aviation Company

 Colombia
- SATENA

 Indonesia
- Sabang Merauke Raya Air Charter
- Dirgantara Air Service

 Kiribati
- Air Kiribati

 Laos
- Lao Airlines

 Malasia
- Berjaya Air

 Nepal
- Flight Care Aviation
- Nepal Airlines

 Tonga
- Real Tonga

 Uganda
- Uganda Air Cargo

## Accidentes e Incidentes
- El 4 de agosto de 2020 un Harbin Y-12 propiedad de la Fuerza Aérea de Kenia matrícula KAF128, sufrió daños después de que colapsara su tren de nariz durante la carrera de despegue en la Pista de Dhobley. El avión había entregado suministros por parte de la ONU en territorio somalí.[3]

## Especificaciones (Y-12 II)
Referencia datos: Brassey's World Aircraft & Systems Directory 1999/2000

### Características generales
- Tripulación: 2 pilotos
- Capacidad: 17 pasajeros
- Longitud: 18,9 m (61,9 ft)
- Envergadura: 17,2 m (56,6 ft)
- Altura: 5,7 m (18,6 ft)
- Superficie alar: 34,7 m² (373,5 ft²)
- Perfil alar: LS(1)-0417
- Peso vacío: 2840 kg (6259,4 lb)
- Peso máximo al despegue: 5300 kg (11 681,2 lb)
- Planta motriz: 2× turbohélice Pratt & Whitney Canada PT6A-27 .
  - Potencia: 462 kW (637 HP; 628 CV) cada uno.

### Rendimiento
- Velocidad nunca excedida (Vne): 328 km/h (204 MPH; 177 kt)
- Velocidad crucero (Vc): 250 km/h (155 MPH; 135 kt)
- Alcance: 1340 km (724 nmi; 833 mi)
- Techo de vuelo: 7000 m (22 966 ft)
- Régimen de ascenso: 8,1 m/s (1594 ft/min)

### Desarrollos relacionados
- Harbin Y-11

### Aeronaves similares
- CASA C-212 Aviocar
- Dornier 228
- DHC-6 Twin Otter
- IAI Arava
- GAF Nomad
- PZL M28
- Short SC.7 Skyvan